# Weingarten (Pfalz)
Weingarten (Pfalz) är en kommun och ort i Landkreis Germersheim i förbundslandet Rheinland-Pfalz i Tyskland.
Kommunen ingår i kommunalförbundet Verbandsgemeinde Lingenfeld tillsammans med ytterligare fem kommuner.